# 詹納 (佛羅里達州)
詹納（英語：Jena）是位於美國佛羅里達州迪克西縣的一個非建制地區。該地的面積和人口皆未知。

## 地理
詹納的座標為29°39′49″N 83°22′12″W / 29.66361°N 83.37000°W，而該地的平均海拔高度為4米（即13英尺）。